# Рейхрудель, Эфраим Менделевич
Эфраим Менделевич Рейхрудель (18.12.1899, Сибирь — 30.12.1992, Москва) — советский учёный, доктор физико-математических наук, профессор МГУ, лауреат государственных премий.
В 1918 году добровольцем ушёл в Красную Армию, служил в войсках связи до 1923 г. Во время службы поступил на физико-математический факультет МГУ, окончил его в 1926 году и с 1929 года работал там же.
В 1935 году защитил кандидатскую диссертацию «Изучение распространения волн в средах». В 1940 году защитил докторскую диссертацию:
- Исследование эффектов, вызываемых магнитным полем в газовом разряде : диссертация … доктора физико-математических наук : 01.00.00. — Москва, 1940. — 197 с. : ил.

В 1933-1937 гг. заведующий кафедрой общей физики Рязанского педагогического института, в 1935-1939 гг. - заведующий кафедрой физики Планово-экономического института.
После начала войны вместе с МГУ эвакуировался в Ашхабад. С сотрудниками своей кафедры организовал стеклодувные мастерские, в которых было изготовлено около 300 тыс. различных приборов для госпиталей.
После переезда МГУ в Свердловск совместно с Г. В. Спиваком организовал цех регенерации электрических ламп накаливания, для которых были использованы кафедральные тяжелые вакуумные насосы и оборудование, поставленное предприятиями города.
Профессор кафедры электронных и ионных явлений/электроники (1942—1956); профессор кафедры общей физики (1956—1992). Читал курсы «Физика», «Электронные и ионные приборы».
До 1951 года по совместительству работал зав. лабораторией в Геофиане.
Под его руководством подготовлено 25 кандидатских и 3 докторские диссертации.
Сталинская премия 1950 года — за разработку нового метода исследования атмосферы (космическая тематика).
Государственная премия СССР 1984 года (совместно с Г. В. Смирницкой) — за создание и внедрение в промышленность сверхвысоковакуумных магниторазрядных насосов и высоковакуумных средств технологического и научного оборудования электронной техники.
Награждён медалями «За доблестный труд в Великой Отечественной войне 1941—1945 гг.» и «За трудовое отличие».